# Clevudin
Clevudin oder L-FMAU [kurz für 1-(2-Fluoro-5-methyl-β, L-arabinofuranosyl)uracil] ist ein chemisches Analogon des Nukleosids Thymidin, bzw. seines spiegelbildlich aufgebauten Enantiomers Telbivudin, da es, wie dieses, die umgekehrte Stereokonfiguration von Thymidin besitzt. Es ist ein Virustatikum aus der Gruppe der Nukleosid-Reverse-Transkriptase-Inhibitoren (NRTI) und soll als Arzneistoff zur Behandlung von Hepatitis B eingesetzt werden.

## Versuchte Einführung als Medikament
Der Arzneistoff wurde 2006 als Levovir in Südkorea zur Verwendung gegen Hepatitis B durch den Hersteller Bukwang von den dortigen Behörden zugelassen.
Seit Ende 2009 wurde jedoch über das Auftreten von Myopathie (Muskelschwäche) bei Patienten berichtet, die über 6–8 Monate mit Clevudin behandelt wurden.
Die Phase-III-QUASH-Studien zur Behandlung von Hepatitis B in den USA wurde daraufhin von Pharmasset Inc. eingestellt. Dabei soll die Mehrzahl der Fälle erst nach einem Jahr Behandlung aufgetreten sein. Die Nebenwirkung soll auftreten, weil Clevudin nicht nur in die virale, sondern auch in mitochondriale DNA eingebaut wird.

## Pharmakologie
Das Nukleosid Clevudin wird in der Zelle zum Nukleotid phosphoryliert. In Konkurrenz mit dem natürlichen Nukleotid Desoxythymidintriphosphat (dTTP) wird Clevudin-triphosphat in die DNA von Viren eingebaut. Der Einbau des Fluor-nukleosidtriphosphats führt zum Kettenabbruch und zur Hemmung der virale reverse Transkriptase.